# Dmitri Nelioubine
Dmitri Vladislavovitch Nelioubine (en russe : Дмитрий Владиславович Нелюбин ; en anglais : Dmitri Nelyubin), né le 8 février 1971 à Léningrad, auj. Saint-Pétersbourg, et mort le 1er janvier 2005 à dans la même ville, est un coureur cycliste sur piste soviétique et russe, professionnel de 1993 à 1997. Il fut champion olympique de poursuite par équipes en 1988. Jusqu'en 1991, Dimitri Nelyubin courut pour les couleurs de l'URSS, qu'il défendit aussi dans de nombreuses épreuves routières.

## Biographie
Issu de Léningrad, deuxième ville de l'URSS, qui possédait de nombreuses structures d'encadrement sportif et cycliste (Sergueï Soukhoroutchenkov, Sergueï Morozov, Vladimir Osokin, pour ne citer que la génération précédente, étaient licenciés dans des clubs de Léningrad), Dmitri Nelyubin était né sous le signe du vélo : son père Vladislav Nelyubin était un des champions des équipes de l'URSS. Il fut notamment second d'une édition de la Course de la Paix en 1972.
Alors junior âgé de 17 ans, Dmitri Nelyubin remporta à Séoul, le titre olympique de poursuite par équipes de cyclisme sur piste sur 4 000 m au sein de l'équipe soviétique, avec Viatcheslav Ekimov, Artūras Kasputis et Gintautas Umaras.
Dmitri Nelyubin mourut assassiné à coups de couteau à l'âge de 33 ans le 1er janvier 2005 à Saint-Pétersbourg dans des conditions mal éclaircies. Le 25 septembre 2009, l'agence de presse RIA Novosti fait savoir que le tribunal de Saint-Pétersbourg a condamné un certain Alim Azhagoïev à dix-huit ans et son frère Edik Azhagoïev à trois ans de prison pour le meurtre du coureur cycliste.
Dmitri Nelyubin est enterré au cimetière Bogoslovskoïe.

## Palmarès sur route
- 1988
  - 1re étape du Circuit des Ardennes (contre-la-montre par équipes)
  - 1re étape du Dusika Jugend Tour
  - Tour de Belgique amateurs :
    - Classement général
    - 2eb (contre-la-montre par équipes) et 4e étapes

  - 2e du Dusika Jugend Tour
  - 3e du Circuit des Ardennes
- 1990
  - Tour de Belgique amateurs :
    - Classement général
    - Prologue et 6eb étape (contre-la-montre)

  - Prologue de la Settimana Lazio
  - 3e de la Settimana Lazio
- 1991
  - 2e étape de la Mammoth Classic
  - Une étape des Sei Giorni del Sole
- 1992
  - 1re étape du Tour de Normandie
  - 6ea (contre-la-montre) et 9ea (contre-la-montre par équipes) étapes du Tour de Basse-Saxe
  - 5e étape de la Ruta Jacobea
  - 2e du Tour de la Porte Océane
  - 3e du Tour de Champagne-Ardenne
- 1993
  - 17e étape de la Fresca Classic
  - 3e de la Japan Cup
- 1996
  - 2e étape de la Vuelta a Lloret del Mar

## Palmarès sur piste

### Jeux olympiques
- Séoul 1988
  -  Champion olympique de poursuite par équipes (avec Gintautas Umaras, Artūras Kasputis et Viatcheslav Ekimov)
- Barcelone 1992
  - 6e de la poursuite par équipes

### Championnats du monde juniors
- 1988
  -  Champion du monde de poursuite juniors
  -  Champion du monde de poursuite par équipes juniors (avec Valeri Baturo, Alexander Gontchenkov et Evgueni Anachkin)
- 1989
  -  Champion du monde de poursuite juniors
  -  Champion du monde de poursuite par équipes juniors (avec Oleg Klevtsov, Sergeï Beloskalenko et Oleg Pletnikov)

### Championnats du monde
- Lyon 1989
  -  Médaillé d'argent de la poursuite par équipes amateurs
- Maebashi 1990
  -  Champion du monde de poursuite par équipes amateurs (avec Evgueni Berzin, Alexander Gontchenkov et Valeri Baturo)
  - 8e de la course aux points amateurs
- Stuttgart 1991
  -  Médaillé d'argent de la poursuite par équipes amateurs

### Championnats nationaux
- 1988
  -  Champion d'URSS de poursuite par équipes juniors (avec Evgueni Berzin, Alexander Gontchenkov et Niklas Ziplauskas)
- 1989
  -  Champion d'URSS de poursuite par équipes amateurs (avec Viatcheslav Ekimov, Evgueni Berzin et Michail Orlov)
- 1990
  -  Champion d'URSS de poursuite par équipes amateurs
  -  Champion d'URSS de course aux points amateurs